# All's Well, Ends Well 2009
Pour plus de détails, voir Fiche technique et Distribution.
All's Well, Ends Well 2009 (家有囍事2009, Ga yau hei si 2009) est une comédie hongkongaise co-écrite et réalisée par Vincent Kok (en) et sortie en 2009 à Hong Kong.
Elle totalise 9 934 679 $US au box-office. Quatrième volet de la série des All's Well, Ends Well après All's Well, Ends Well 1997, sa suite, All's Well, Ends Well Too 2010, sort l'année suivante.

## Synopsis
La sœur aînée de Kei (Ronald Cheng (en)), Yu Chu (Sandra Ng), est une rédactrice de magazines au tempérament colérique qui la laisse tout simplement célibataire. Ils font partie d'une famille traditionnelle dont l'une des règles est qu'aucun des frères et sœurs ne peut se marier avant la sœur aînée. C'est pourquoi Kei demande l'aide du célèbre « Casanova » Koo Chai (Louis Koo), le nouveau journaliste de la firme Sandra, pour séduire sa sœur et la faire tomber amoureuse.
Sandra tombe effectivement amoureuse de Koo Chai et décide de le présenter à ses parents. Cependant, Koo Chai est entre-temps tombé amoureux d’une autre fille, Mun, lors d'une mission, ce qui brise le cœur de Sandra. Pour éviter la déception de ses parents, Sandra demande à Mr Wong (Raymond Wong), un détective privé, de se faire passer pour son petit ami.

## Fiche technique
- Titre original : 家有囍事2009
- Titre international : All's Well, Ends Well 2009
- Réalisation : Vincent Kok (en)
- Scénario : Vincent Kok (en), Steven Fung et Poon Chun-lam
- Photographie : Cheung Man-po
- Montage : Kong Chi-leung
- Musique : Raymond Wong Ying-wah
- Production : Raymond Wong et Zhang Zhao
- Société de production : Mandarin Films Distribution (en) et Enlight Pictures
- Société de distribution : Mandarin Films Distribution (en)
- Pays d'origine :  Hong Kong
- Langue originale : cantonais
- Format : couleur
- Genre : comédie
- Durée : 100 minutes
- Dates de sortie :
  - Hong Kong et Chine : 22 janvier 2009
  - Malaisie et Singapour : 22 janvier 2009

## Distribution
- Louis Koo : Dr Dick Cho/Koo Chai
- Sandra Ng : Yu Chu
- Raymond Wong : L/Mr Wong
- Ronald Cheng (en) : Yu Bo/Kei
- Yao Chen (en) : Xiao Yazhen
- Lee Heung-kam (en) : Selina, la mère de Yu Chu
- Ha Chun-chau : le père de Yu Chu
- Charlene Choi
- Donnie Yen : un invité du mariage
- Clifton Ko : le gouverneur
- Danny Chan Kwok-kwan : le célibataire n°2
- Theresa Fu (en) : un invité de l'anniversaire
- Cheung Tat-ming (en)
- Guo Tao (en)
- Vincent Kok (en)
- Ken Lo
- Miki Shum : Mandy
- Alan Mak : un invité du mariage
- Yumiko Cheng (en)
- Steven Cheung Chi-hang (en)
- Lam Chi-chung (en)
- Gill Mohindepaul Singh (en) : le chauffeur de L
- Vivek Mahbubani (en)
- Sheila Chin (en)
- Fung Bo Bo : une invitée du mariage
- Celina Jade
- Winkie Lai